# Tim Schnobrich
Timothy John Schnobrich (* 18. April 1968 in Duluth, Minnesota) ist ein ehemaliger deutsch-US-amerikanischer Eishockeyspieler.

## Karriere
Schnobrich begann seine Karriere 1988 bei den Virginia Lancers in der East Coast Hockey League. Zur Saison 1989/90 wechselte er nach Deutschland in die Oberliga zum EC Kassel, für den er in seiner ersten Spielzeit 96 Tore und 71 Scorerpunkte erzielte und letztendlich mit dem „ECK“ in die 2. Bundesliga aufstieg. Er war in den 1990er Jahren einer der bekanntesten Spieler in Kassel und erhielt von den Fans aufgrund seines Nachnamens den Spitznamen „Snoopy“. Durch einen Trainerwechsel verlor Schnobrich in Kassel jedoch an Spielpraxis.
Nach seiner Zeit in Kassel wechselte er jährlich den Verein und kam vom EC Bad Nauheim aus der zweiten Liga zu den Augsburger Panther in die neu gegründete DEL. Von dort ging er dann zu den Kaufbeurer Adlern wieder zurück in die Zweitklassigkeit zum EHC Trier, bis er zur Saison 1997/98 beim REV Bremerhaven einen langfristigen Verein fand.
Nach sechs Jahren in Bremerhaven beendete er im Jahre 2003 seine Karriere als Spieler.